# Hôtel de ville de Luxembourg
L'Hôtel de ville de Luxembourg est la mairie de la ville de Luxembourg, dans le sud du pays. L'hôtel de ville est le centre de l'administration locale et sert notamment de bureau privé au bourgmestre de la ville de Luxembourg. En raison de sa position dans la capitale luxembourgeoise, il accueille aussi régulièrement des dignitaires étrangers. Il est situé dans la partie sud-ouest de la place Guillaume II (surnommée Knuedler), la place principale du centre de la ville.
Le bâtiment de deux étages est construit dans un style néoclassique. 